# Festival Internacional de Cine de Punta del Este
El Festival Internacional de Cine de Punta del Este es un certamen cinematográfico anual organizado en la ciudad balnearia de Punta del Este, Uruguay.

## Historia

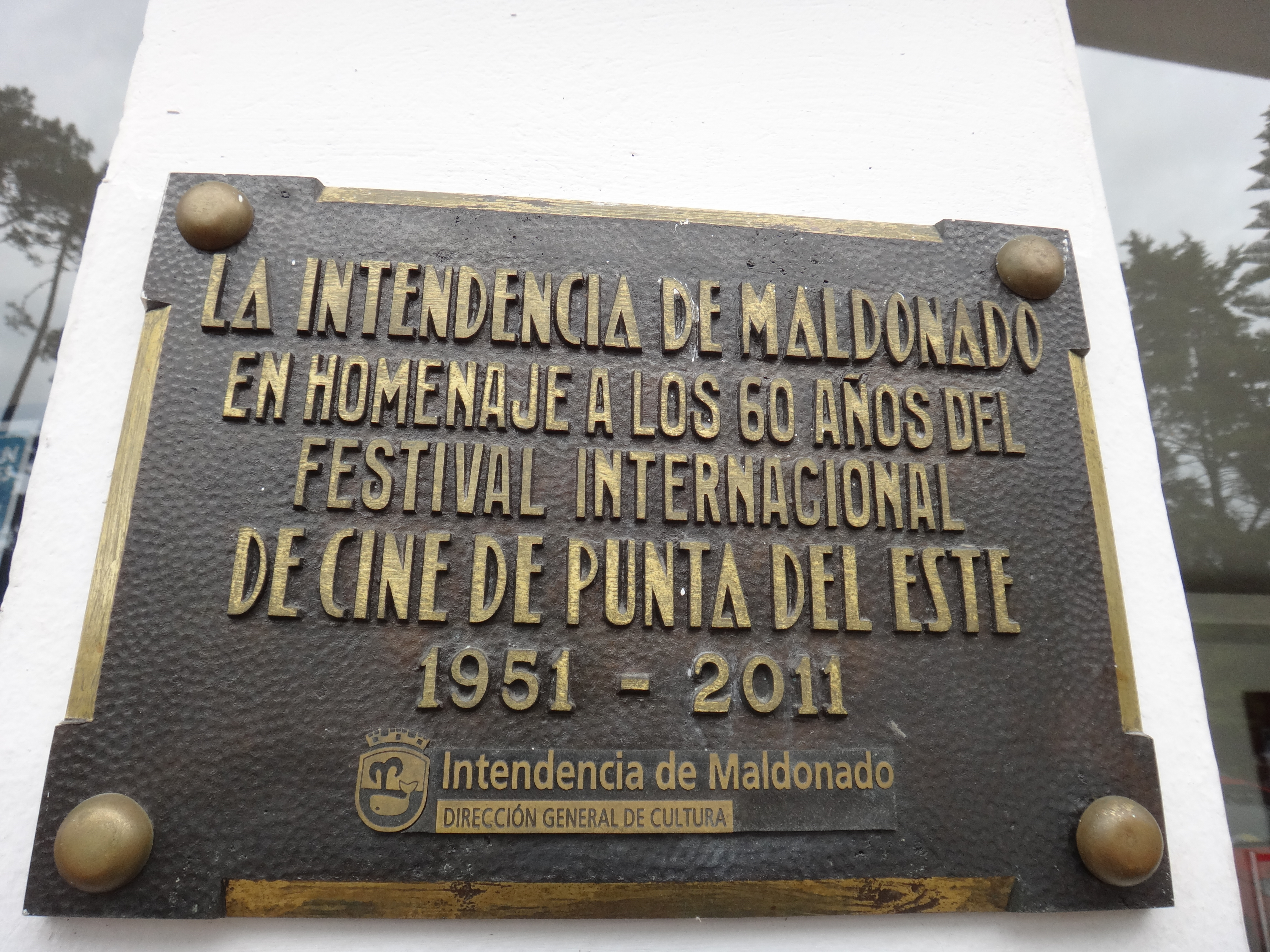
Placa conmemorativa en el Cine Cantegril

Su primera edición se realizó en 1951, a instancias del empresario argentino Mauricio Litman. En las instalaciones del Cantegril Country Club se recibieron destacadas delegaciones de cineastas y actores como Silvana Mangano, Joan Fontaine y Gérard Philipe, y se exhibieron títulos como Diario de un cura rural de Robert Bresson, La ronda de Max Ophüls, y La malvada de Joseph L. Mankiewicz. El jurado estuvo presidido por el crítico de cine José María Podestá.
Un año más tarde se estrenó Rashomon de Akira Kurosawa, Umberto D. de Vittorio de Sica, y Juventud, divino tesoro de Ingmar Bergman. Tras estas dos ediciones iniciales, el Festival de Cine de Punta del Este dejó de realizarse por varios años. 
En épocas recientes, la Intendencia de Maldonado ha vuelto a organizarlo.